# Bulbophyllum bowkettiae
Bulbophyllum bowkettiae é uma espécie de orquídea (família Orchidaceae) pertencente ao gênero Bulbophyllum. Foi descrita por Frederick Manson Bailey em 1884.